# Transnorm System
Die Transnorm System GmbH ist ein Hersteller von Hochleistungsmodulen für Stückgut-, Behälter- und Kartonfördersysteme sowie für Paket- und Fluggepäckförderanlagen mit Sitz in Harsum in Niedersachsen. Für komplexe innerbetriebliche Logistikanlagen werden auch komplette Förderlinien geliefert. Mutterunternehmen ist die Transnorm Group GmbH in Harsum.

## Geschichte
1957 wurde zunächst ein Sondermaschinenbauunternehmen gegründet. 1969 wurde das Unternehmen zum heutigen Namen umbenannt und konzentrierte sich auf die Entwicklung eines kompletten modularen Systembaukastens der Materialflusstechnik. 1971 wurde der von Transnorm entwickelte Kurvengurtförderer mit einem speziellen Gurtführungssystem weltweit patentiert.
Als erste Tochtergesellschaft im Ausland wird 1984 die Transnorm System Ltd. in England gegründet. Im Jahr 1989 folgt die Gründung der hundertprozentigen Tochter Transnorm System Inc. in Arlington, Texas/USA und der Ausbau als Produktionsstandort. 1994 erfolgt die Gründung der Transnorm System Sdn. Bhd. in Kluang, Malaysia, als weitere Fertigungsstätte zur Erschließung der asiatischen Märkte.
2007 erfolgt die Eröffnung des TCC (Transnorm Competence Center) am Hauptsitz in Harsum als Entwicklungs- und Schulungszentrum.
Transnorm wurde im Dezember 2014 von IK Partners von Equita übernommen. Die Mehrheitsbeteiligung von IK Partners wurde im November 2018 an Honeywell Inc. verkauft.

## Geschäftsbereiche
Das Unternehmen gliedert sich in die drei nachfolgenden Bereiche
- Fördertechnische Module & Lösungen
- Fördertechnische Systeme
- Customer Support

## Produkte
- Kurvengurtförderer Kurvengurtförderer

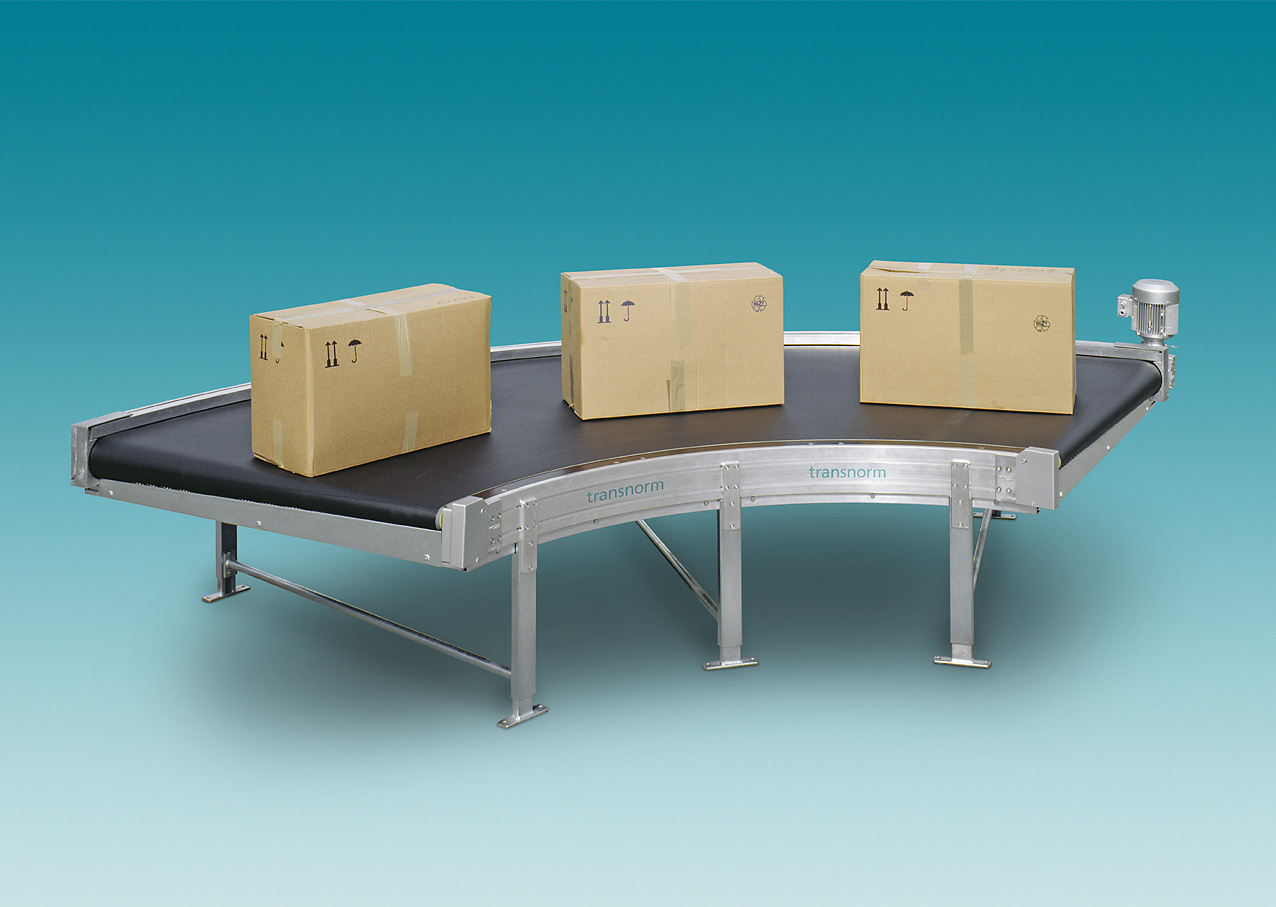
Kurvengurtförderer

- Horizontale und vertikale Hochleistungsweichen
- Ausschleus- und Verteilförderer
- Schräggurtförderer (Einschleusen/Abziehen)
- Stau-Takt-Förderer
- Vertikalförderer
- Gurtförderer (integrierbare Zuführ&Verteiltechnik)
- Rollenförderer (integrierbare Zuführ&Verteiltechnik)
- Riemenförderer (integrierbare Zuführ&Verteiltechnik)
- Stückgut-Rutschen (u. a. gewendelt)
- weitere Spezialförderer

## Systeme
- Kartontransportsysteme Förderlinie

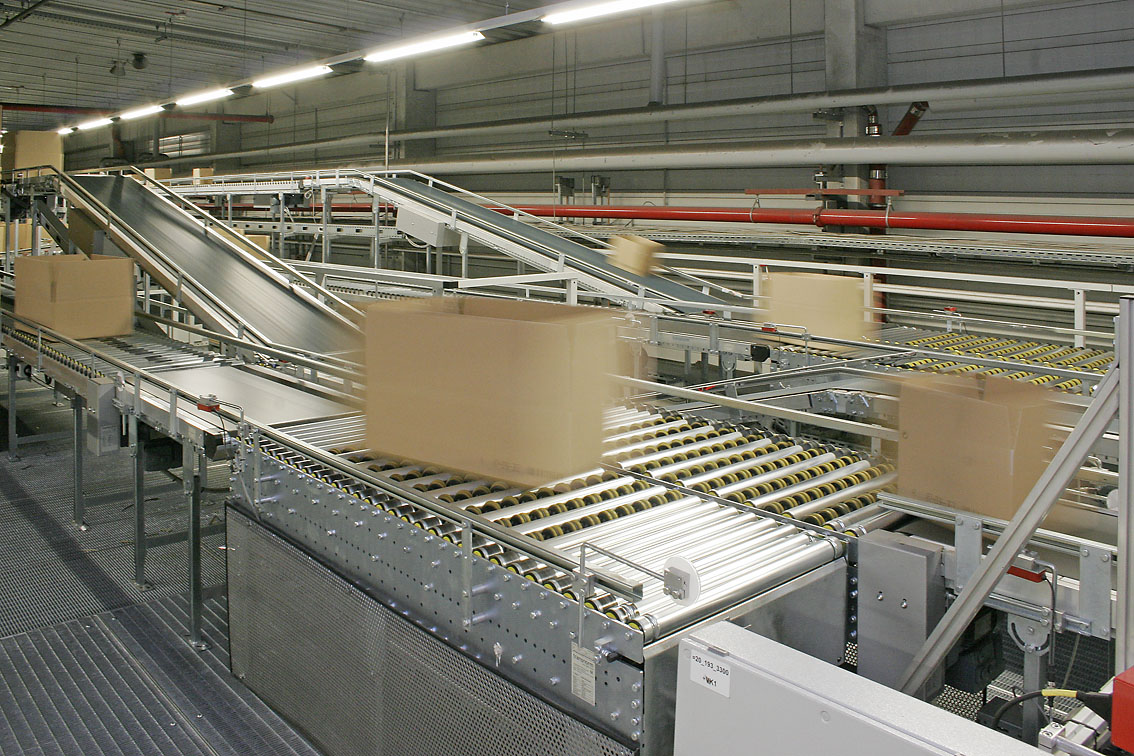
Förderlinie

- Sortierlinien (integrierte Arbeitsplätze)
- Linienzusammenführungen, -kreuzungen, -teilungen
- Anbindungen von Pack-, Palettier- und Sortersystemen
- Wareneingangs- und Warenausgangssysteme
- Retourensysteme